# Салим (город)
Салим (ивр. שָׁלֵם‎ Shalem; др.-греч. Σαλήμ) — библейский царский город Мелхиседека (Быт. 14:18; Евр. 7:1)(ИД кн.1, гл.10:2).
Салим упоминается в следующих библейских отрывках:
- «И Мелхиседек, царь Салимский, вынес хлеб и вино, — он был священник Бога Всевышнего» (Быт. 14:18).
- «И было в Салиме жилище Его и пребывание Его на Сионе» (Пс. 75:3).
- «Ибо Мелхиседек, царь Салима, священник Бога Всевышнего, тот, который встретил Авраама и благословил его, возвращающегося после поражения царей, которому и десятину отделил Авраам от всего, — во-первых, по знаменованию [имени] царь правды, а потом и царь Салима, то есть царь мира…» (Евр. 7:1,2).

Также существует мнение, что Салимом (др.-греч. Σαλείμ) называлось другое место, близ которого крестил Иоанн: «А Иоанн также крестил в Еноне, близ Салима, потому что там было много воды; и приходили [туда] и крестились» (Иоан. 3:23). Оно находилось вблизи Енона, к западу от Иордана. Некоторые думают, что это существующее в настоящее время селение Шейк-Салим в 6 милях от Беф-Сана.